# ماریا مدنیانسکی
ماریا مدنیانسکی (انگلیسی: Mária Mednyánszky؛ ۱۹۰۱ – ۱۹۷۸) یک بازیکن تنیس روی میز اهل مجارستان بود. 
وی در مسابقات کشوری و بین‌المللی در مجموع برنده ۱۸ مدال طلا، ۶ مدال نقره، ۴ مدال برنز شده‌است.